# Crysalys
Crysalys es una banda de metal sinfónico/metal gótico y metalcore oriunda de Italia (Porto Sant'Elpidio, Marche) en 2005, su música cubre varias aspectos de ópera y sus letras están en inglés, aunque por lo general añaden un poco de italiano a la atmósfera para hacerlo más situable con los elementos de ópera y las voces soprano.

## Historia
Creada en el año 2005 bajo el nombre de Crysalys,(Cry) llanto en inglés y (salis) alas en latín, es por eso que su logo es una mariposa.
Una joven pareja de músicos, Chiara (voz) y Alejandro (batería) decidieron crear una banda inspirados en el death metal melódico sueco, mediante la sustitución de los habituales gruñidos guturales, gritos de voces con los tonos luminosos y dramático de una soprano clásica.
Después de unos pocos cambios en los miembros, Crysalys fue grabando su primer EP oficial, White Louts On Acheron' Shores'(Otoño 2007). Esta versión, que se define por un sonido detallado y profesional, llamó la atención de webzines, revistas, fans y la prensa especializada de metal y empujó Crysalys en el centro de atención de la escena del metal italiano y europeo femenino de frente.
En enero de 2009, a la espera de grabar su primer disco de larga duración, la banda decidió ofrecer a sus fanes un nuevo MCD titulado ...And Let The Innocence Dream. Sin embargo, durante el verano de ese mismo año los dos guitarristas y el bajista decidieron dejar Crysalys para formar una nueva banda de metalcore. Después de una separación breve, un mes más tarde la banda se renovó una vez más, ahora con la introducción de un nuevo instrumento: el teclado. Sintetizadores modernos y melodías de piano son un elemento fundamental e innovador que ayudó a la banda a experimentar sonidos innovadores y evolucionar su concepto original. Con los nuevos miembros y las influencias, el nuevo sonido de Crysalys se desarrolló a un estilo de metal sinfónico, con más elementos de ópera mezcladas con un sonido de metal moderno. El lanzamiento del álbum debut de la banda italiana, The Awakening of Gaia, fue grabado en 2010, y lanzado en septiembre de 2011.

## Discografía
- Season of Suffering [Demo] (2006)
- White Lotus on Acheron' Shores [EP] (2008)
- ... And Let the Innocence Dream [Demo] (2009)
- The Awakening of Gaia (2011)[3]

## Miembros
- Giuseppe "Peppz" Cardinali - Bajista
- Alessandro "Doomtrain" Camela - Baterista
- Fabio "Wolf" Amurri - Tecladista
- Chiara "Dusk" Malvestiti - Vocalista
- Lorenzo Marcelloni - Guitarrista desde 2011

## Miembros Invitados
- 2007: Jacob "Dr. J" Bredahl - voces
- 2007: Edoardo Catini - voces[4]